# Kadiweu

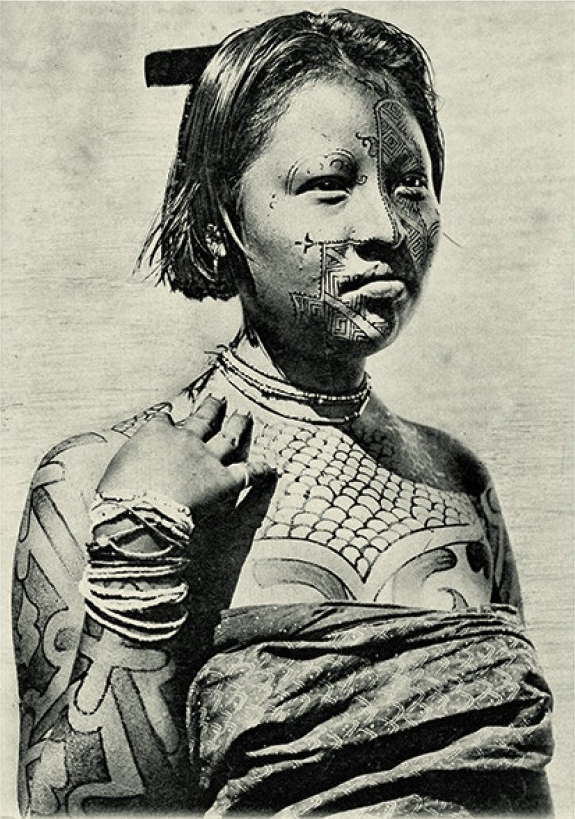
donna Kadiweu fotografata nel 1892

I Kadiweu (o anche Caduveo) sono un gruppo etnico del Brasile che ha una popolazione stimata in circa 1.800 individui. Parlano la lingua Kadiweu (codice ISO 639: KBC) e sono principalmente di fede animista.
Vivono nello Stato brasiliano del Mato Grosso do Sul, nei pressi di Serra da Bodoquena, in 3 villaggi.